# Gärsnäs
Gärsnäs é uma localidade da Suécia, situada na província histórica da Escânia.

Tem cerca de 1000 habitantes, e pertence à Comuna de Simrishamn.

Está situada a 10 km a oeste de Simrishamn.